# Estoril Open 2007 - Qualificazioni singolare maschile
Le qualificazioni del singolare maschile dell'Estoril Open 2007 sono state un torneo di tennis preliminare per accedere alla fase finale della manifestazione. I vincitori dell'ultimo turno sono entrati di diritto nel tabellone principale. In caso di ritiro di uno o più giocatori aventi diritto a questi sono subentrati i lucky loser, ossia i giocatori che hanno perso nell'ultimo turno ma che avevano una classifica più alta rispetto agli altri partecipanti che avevano comunque perso nel turno finale.
Le qualificazioni del torneo Estoril Open  2007 prevedevano 16 partecipanti di cui 4 sono entrati nel tabellone principale.

## Teste di serie
1. Feliciano López (ultimo turno)
2. Alberto Martín (Qualificato)
3. Alejandro Falla (Qualificato)
4. Santiago Giraldo (primo turno)

1. Albert Portas (ultimo turno)
2. Olivier Patience (Qualificato)
3. Mathieu Montcourt (ultimo turno)
4. Dušan Vemić (primo turno)

## Qualificati
1. Olivier Patience
2. Alberto Martín

1. Alejandro Falla
2. Santiago Ventura

## Tabellone

### Legenda
| - Q = Qualificato - WC = Wild card - LL = Lucky loser | - ALT = Alternate - SE = Special Exempt - PR = Protected Ranking | - w/o = Walkover - r = Ritirato - d = Squalificato |

### Sezione 1
|  | Primo turno | Primo turno      | Primo turno      | Primo turno | Primo turno |  |  | Ultimo turno | Ultimo turno     | Ultimo turno     | Ultimo turno | Ultimo turno |  |
|  |             |                  |                  |             |             |  |  |              |                  |                  |              |              |  |
|  | 1           | Feliciano López  | Feliciano López  | 6           | 6           |  |  |              |                  |                  |              |              |  |
|  |             | Gero Kretschmer  | Gero Kretschmer  | 3           | 1           |  |  | 1            | Feliciano López  | Feliciano López  | 1            | 5            |  |
|  | 6           | Olivier Patience | Olivier Patience | 6           | 6           |  |  | 6            | Olivier Patience | Olivier Patience | 6            | 7            |  |
|  |             | Jurij Ščukin     | Jurij Ščukin     | 2           | 4           |  |  |              |                  |                  |              |              |  |

### Sezione 2
|  | Primo turno | Primo turno    | Primo turno  | Primo turno | Primo turno |  |  | Ultimo turno | Ultimo turno   | Ultimo turno | Ultimo turno | Ultimo turno |  |
|  |             |                |              |             |             |  |  |              |                |              |              |              |  |
|  | 2           | Alberto Martín | 2            | 6           | 6           |  |  |              |                |              |              |              |  |
|  |             | Fabio Fognini  | 6            | 1           | 2           |  |  | 2            | Alberto Martín | 6            | 65           | 6            |  |
|  |             | Dušan Vemić    | Dušan Vemić  | 6           | 6           |  |  |              | Dušan Vemić    | 4            | 7            | 3            |  |
|  | 8           | Gorka Fraile   | Gorka Fraile | 3           | 3           |  |  |              |                |              |              |              |  |

### Sezione 3
|  | Primo turno | Primo turno      | Primo turno   | Primo turno | Primo turno |  |  | Ultimo turno | Ultimo turno    | Ultimo turno    | Ultimo turno | Ultimo turno |  |
|  |             |                  |               |             |             |  |  |              |                 |                 |              |              |  |
|  | 3           | Alejandro Falla  | 64            | 7           | 6           |  |  |              |                 |                 |              |              |  |
|  |             | Leonardo Tavares | 7             | 5           | 2           |  |  | 3            | Alejandro Falla | Alejandro Falla | 6            | 6            |  |
|  | 5           | Albert Portas    | Albert Portas | 6           | 6           |  |  | 5            | Albert Portas   | Albert Portas   | 2            | 1            |  |
|  |             | Tiago Godinho    | Tiago Godinho | 2           | 3           |  |  |              |                 |                 |              |              |  |

### Sezione 4
|  | Primo turno | Primo turno       | Primo turno       | Primo turno | Primo turno |  |  | Ultimo turno | Ultimo turno      | Ultimo turno | Ultimo turno | Ultimo turno |  |
|  |             |                   |                   |             |             |  |  |              |                   |              |              |              |  |
|  |             | Santiago Ventura  | Santiago Ventura  | 6           | 7           |  |  |              |                   |              |              |              |  |
|  | 4           | Santiago Giraldo  | Santiago Giraldo  | 2           | 5           |  |  |              | Santiago Ventura  | 3            | 6            | 6            |  |
|  | 7           | Mathieu Montcourt | Mathieu Montcourt | 6           | 6           |  |  | 7            | Mathieu Montcourt | 6            | 2            | 4            |  |
|  |             | Gastão Elias      | Gastão Elias      | 4           | 1           |  |  |              |                   |              |              |              |  |